# Engie
Engie je francuska energetska industrijska grupa. Bila je treća najveća globalna grupa u energetskom sektoru, isključujući naftu, 2015. Glavni je dioničar Francuska država koja ima četvrtinu kapitala (23,64% kapitala i 33,84% glasačkih prava Engie).
2016. godine grupa je započela duboku transformaciju usmjerenu na energiju i digitalnu tranziciju. Njegova se industrijska strategija razvija, uzdrmana promjenama u upravljanju.
Engie je u 2018. godini imao 158.505 zaposlenih, a promet mu je iznosio 60,6 milijardi eura.
Navedena u Bruxellesu, Luksemburgu i Parizu, grupa je prisutna u berzanskim indeksima: CAC 40, BEL20 i Euronext 100.

## Vanjske poveznice
- Engie Group